# Jorge Bermúdez
Jorge Hernán Bermúdez Morales (født 18. juni 1971 i Armenia, Colombia) er en tidligere colombiansk fodboldspiller (forsvarer).
Bermúdez' karriere strate sig over 19 år, og af hans klubber kan blandt andet nævnes América de Cali og Independiente Santa Fe i hjemlandet, Benfica i Portugal samt argentinske Boca Juniors og Newell's Old Boys. Han vandt i løbet af karrieren både det colombianske, græske og argentinske mesterskab.
Bermúdez spillede desuden, mellem 1995 og 2001, 56 kampe og scorede tre mål for det colombianske landshold. Han repræsenterede sit land ved VM i 1998 i Frankrig. Her spillede han alle colombianernes tre kampe i turneringen, men kunne ikke forhindre at holdet røg ud allerede efter det indledende gruppespil. Han var også med til at vinde bronze ved Copa América i 1995.

## Titler
Categoria Primera A
- 1990 og 1992 med América de Cali

Primera División de Argentina
- 1998 (Apertura), 1999 (Clausura) og 2000 (Apertura) med Boca Juniors

Copa Libertadores
- 2000 og 2001 med Boca Juniors

Intercontinental Cup
- 2000 med Boca Juniors

Superligaen (Grækenland)
- 2001 og 2002 med Olympiakos